# Vicente Train
José Vicente Train est né le 19 décembre 1931 à Barcelone. C'est un ancien gardien de but espagnol ayant évolué dans le club du Real Madrid.

## Début de carrière
Train, après quelques passages dans les clubs de Mollet et Horta, est formé à l'Espanyol de Barcelone. Il commence son parcours professionnel à l'âge de 24 ans lors de la saison 1955-1956, il ne jouera qu'un match lors de cette saison. Son temps de jeu évolue lors de la saison suivante où il joue 27 matchs, il finira 7e avec l'Espanyol.
On remarque le talent de Train qui est très à l'aise dans ses cages; il affecte l'équipe espoirs de l'Espagne. Train ne remportera rien avec l'Espanyol en terminant 8e, 7e et 8e pour sa dernière saison à Barcelone.

## Révélation au Real
Train signe au Real Madrid et débute sous les couleurs blanches du real lors de la saison 1960-1961 et remportera son premier titre de champion d'Espagne. Sa première année au Real sera la plus riche puisqu'il remporte la Coupe intercontinentale 1960 après une victoire sur le CA Peñarol et remportera le Trophée Zamora. Train fait ses grands débuts internationaux le 2 avril 1961 contre la France au Stade Santiago Bernabéu. La saison 1961-1962 sera celle du Real qui remporte le championnat et la Coupe d'Espagne contre le FC Séville 2-1 lais il ne joue que 3 matchs lors de cette saison, cette absence est la première raisons de sa non-sélection pour la Coupe du monde de football 1962.
Train revient en force lors de la saison 1962-1963 en disputant 28 matchs, 5 matchs internationaux et remporte son troisième championnat d'Espagne et son deuxième Trophée Zamora. Train quitte le Real après un dernier titre de champion (Championnat d'Espagne de football 1963-1964) et un dernier Trophée Zamora, le confirmant comme étant un des plus grands gardiens.
Train est sélectionné pour disputer l'Euro 1964 mais occupe le poste de 3e gardien derrière José Ángel Iribar et José Casas Gris. Il remporte néanmoins le titre de champion d'Europe avec l'Espagne.
Après cette victoire européenne, Train disparait de la circulation pendant la saison 1964-1965. Il revient lors de la saison 1965-1966 sous les couleurs de Majorque et dispute 28 matchs mais l'expérience de Train n'empêche pas le club d'être relégué en seconde division. Train part au Deportivo pour faire la saison 1966-1967 mais c'est encore une sale année pour le triple vainqueur du Trophée Zamora qui voit son équipe finir bonne dernière alors qu'il n'a joué que 10 matchs.

## Palmarès
- Championnat d'Espagne de football: 1960-1961,1961-1962,1962-1963,1963-1964 (4 fois)
- Coupe d'Espagne de football: 1961-1962
- Trophée Zamora: 1960-1961,1962-1963,1963-1964 (3 fois)
- Coupe intercontinentale: 1960
- Champion d'Europe 1964